# Haus zum Delphin (Konstanz)

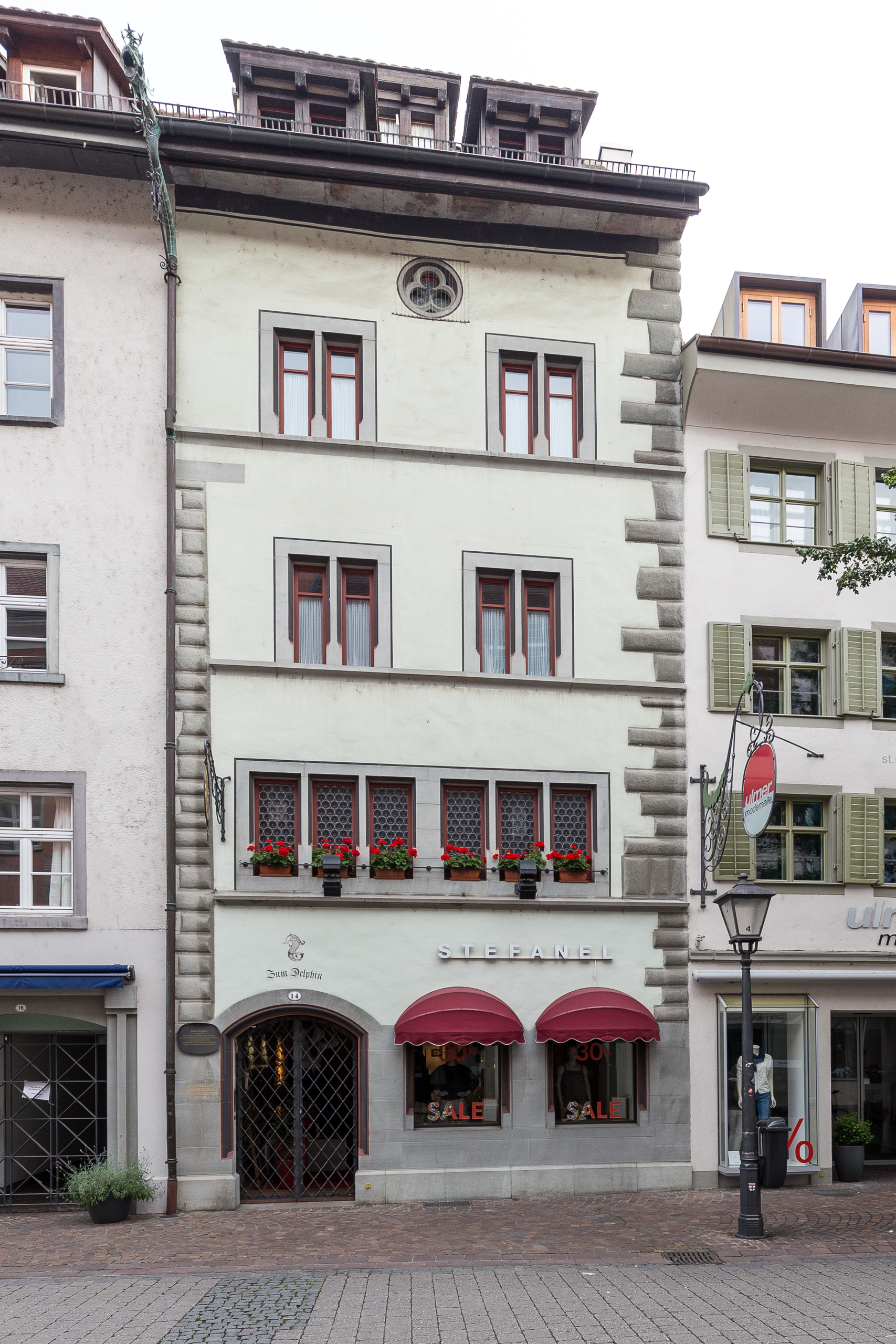
Das Haus zum Delphin (Konstanz, Hussenstraße 14)

Das Haus zum Delphin ist ein Wohnhaus in der Konstanzer Altstadt (Hussenstraße 14). Wesentliche Teile seines spätmittelalterlichen und frühneuzeitlichen Baubestandes sind erhalten und zwischen 1977 und 1987 befundgerecht restauriert worden. Damit ist das Haus zum Delphin ein bedeutendes Zeugnis für die Konstanzer Wohnkultur, insbesondere des späten Mittelalters.

## Beschreibung
Das Haus zum Delphin steht im Südwesten der Konstanzer Altstadt an einem nach Süden führenden Hauptverkehrsweg. Die Jahrringdatierung der Bauhölzer legt einen Baubeginn im Jahr 1313 nahe. Der Kernbau ist aus Bruchstein- und Wackenmauerwerk gefügt; er misst etwa 6,5 Meter in der Breite und 10 Meter in der Tiefe. Die drei Obergeschosse und der Gewölbekeller sind durch rückwärtige Treppen erschlossen. Die Straßenfront zeigt heute wieder eine Eckquaderung, Gesimse zwischen den Geschossen, die ursprüngliche Fensterreihung und ein Oberlicht mit Maßwerkdreipass; diese Elemente sind den erhaltenen Originalbefunden entsprechend rekonstruiert worden. 1668 wurde das Haus mit einem schlichten Fachwerkanbau nach hinten verlängert; 1803 kam ein Hinterhaus hinzu. 
Die großen Stuben des Vorderhauses erhalten ihr Tageslicht ausschließlich von den Fenstern zur Straße. Die Stube des ersten Obergeschosses ist mit einer Fenstersäule von 1579 und einer Säulenarchitekturmalerei renaissancezeitlich ausgebaut. Ältere Elemente sind eine gotische Bohlen-Balken-Decke und die Reste einer spätgotischen Rankenbemalung. In der Stube des zweiten Obergeschosses sind eine spätgotische Bretterdecke mit profilierten Fugenleisten und Reste einer bauzeitlichen Quaderbemalung erhalten. Im dritten Obergeschoss befindet sich ein nach 1385 eingebauter, vollständig vertäferter Saal, der vielleicht als Zunftstube der Zimmerleute diente. 

## Geschichte
Über die Erbauer des Hauses zum Delphin und die frühen Besitzer im 14. Jahrhundert ist nichts bekannt. Im 15. Jahrhundert gehörte das Haus wohlhabenden Handwerkern; einer von ihnen beherbergte 1415 den böhmischen Reformator Hieronymus von Prag. Im 17. Jahrhundert wohnte dort der Goldschmied Hans Jakob Übelacker, bekannt als Meister der Überlinger Schwedenmadonna, im 18. Jahrhundert der fürstlich fürstenbergische Hofmaler Johann Jakob Anton von Lenz (1701–1764). In jüngerer Zeit gehörte das Haus weniger wohlhabenden Leuten, unter ihnen der Vater des bekannten Bilderbuchillustrators Ernst Kreidolf (1863–1956), der hier aufwuchs. 1977 erwarb der Konstanzer Bauunternehmer Werner Schupp das Haus und modernisierte es in der Folgezeit, wobei insbesondere das Vorderhaus auf den Originalzustand oder die charakteristischen Ausbaustufen hin rekonstruiert wurde. Heute dient das Haus kulturellen Zwecken; es ist namengebend für die Delphinbücher, eine Buchreihe zur Geschichte der Stadt Konstanz und ihrer Nachbargemeinden. 